# Антон Кржишник
Антон Кржишник (Подобено, код Шкофје Локе, 8. јун 1890 — Љубљана, 28. децембар 1973) био је словеначки правник и политичар.

## Биографија
Рођен је 1890. године у Подобену. Гимназију је завршио у Крању, а Правни факултет у Загребу и Прагу. У Првом светском рату био је добровољац у српској војсци. Од 1919. до 1941. године радио је у државној служби као судија. 
Прикључио се Народноослободилачком покрету 1941. године. Испрва је радио као партијски функционер, а затим од 1943. председник Вишег војног суда при Главног штаба НОВ Словеније. Октобра 1943. био је председник Ванредног војног суда на суђењу вођама словеначких квислиншких војних формација Беле и Плаве гарде. Био је члан Антифашистичког већа народног ослобођења Југославије, Словеначког народноослободилачког већа и повереник за социјалну политику у влади НКОЈ-а.
После рата био је министар за социјалну политику до јануара 1946. и потпредседник Народне скупштине Словеније (новембар 1950–новембар 1953), након чега је отишао у пензију. Био је и дугогодишњи члан Главног и надзорног одбора ССРН Словеније. После пензионисања посветио се научном раду. Био је и хонорарни предавач на Правном факултету у Љубљани.
Умро је 1973. године у Љубљани.
Написао је више расправа из области управног права и социјалне политике.
Носилац је Партизанске споменице 1941. године, Ордена народног ослобођења, Ордена заслуга за народ са сребрним зрацима и осталих високих југословенских одликовања.